# كلير هولينجورث
كلير هولينجورث (بالإنجليزية: Clare Hollingworth)‏ ‏(10 أكتوبر 1911 - 10 يناير 2017) مراسلة صحافية وكاتبة بريطانية، تعتبر أول مراسلة عسكرية تحصل على سبق صحافي عبر نشر خبر اندلاع الحرب العالمية الثانية في صحيفة الدايلي تيليغراف.

## مسيرتها
بدأت كلير عملها كمراسلة عسكرية مبتدئة في أغسطس 1939 على الحدود الألمانية البولندية وكان عمرها في ذلك الوقت 27 عاماً. وشاهدت أول قافلة دبابات ألمانية تتحرك إلى بولندا حيث أعلنت بعد ثلاث أيام الخبر للعالم والقوات البريطانية في صحيفة الدايلي تيليغراف.